# Xã Elk Creek, Quận Golden Valley, Bắc Dakota
Xã Elk Creek (tiếng Anh: Elk Creek Township) là một xã thuộc quận Golden Valley, tiểu bang Bắc Dakota, Hoa Kỳ. Năm 2010, dân số của xã này là 7 người.